# Patricia Rae
Patricia Rae (Manhattan, Nueva York, 9 de abril de 1965) es una actriz estadounidense.

## Vida y carrera
Rae, de ascendencia colombiana, nació en Manhattan y pasó su infancia en Queens. Cuando era niña, Rae solo hablaba español en casa, pero aprendió a hablar inglés viendo Barrio Sésamo mientras estaba en el jardín de infantes. Patricia era una niña muy precoz, bastante habladora y usaba su humor para desviar el mal comportamiento. Dos de sus principales influencias al crecer fueron Carol Burnett y Lucille Ball.
El viaje de Patricia al mundo de la actuación comenzó en la escuela primaria. Mientras estaba en cuarto grado, la maestra de teatro se fijó en ella y le recomendó que participara en el musical "Oliver Twist". Se mudó a Florida en su adolescencia, donde reanudó sus actividades escolares y, con el apoyo del club de teatro, pudo encontrar un nicho exitoso y cómodo en la actuación.  Rae ganó una serie de premios en competencias regionales y estatales con su compañía de teatro. Patricia pasó a estudiar en el prestigioso Instituto de Cine y Teatro Lee Strasberg.
Patricia trabajó durante más de dos décadas, tocando puertas y dedicándose por completo a su oficio antes de ver algún éxito en su carrera como actriz. Patricia vivió gran parte de su vida profesional en la costa este, donde trabajó en teatro, comerciales, sketches cómicos, cine independiente y televisión. Su primera experiencia en un set de filmación llegó con su primer trabajo profesional al conseguir un papel coprotagonista junto a Don Johnson en la exitosa serie de televisión "Miami Vice" (1984-1990).
Después de pasar años en Nueva York, Patricia se mudó con su familia de Nueva York a Los Ángeles en busca de ese papel "revolucionario", y consiguió ese papel de su vida en María, llena eres de gracia. Su actuación como Carla, una mujer colombiana embarazada que vive en un pequeño apartamento en Nueva York con su familia, le valió a Patricia una nominación a los prestigiosos Premios Imagen al Mejor Papel de Reparto.

### En el Cine
Las dos primeras apariciones cinematográficas de Patricia fueron en las películas de 2002 Swimfan y Nightstalker. Rae obtuvo su primer papel de habla hispana en la película María, llena eres de gracia del 2003, que le valió una nominación a los Premios Imagen como Mejor papel secundario. Sus siguientes dos apariciones fueron en la película del 2004 "Cut Off" y la película de 2006 "Midnight Clear". En 2007, Patricia apareció en dos películas más, "Driftwood" y "Crazy". En 2008, Patricia apareció en otras dos películas, "Chasing the Green" y P.J., donde Patricia fue nominada a "Mejor actriz de reparto en un largometraje", por su papel de Shelly, en el Festival Internacional de Películas de Acción del 25 al 31 de julio del 2008. En el 2009 tuvo un pequeño papel como María en la película "Dozers". Patricia tuvo un 2010 apretado, apareciendo en cuatro películas ese año: Las Ángeles, donde interpretó a Linda; American Flyer, donde interpretó el papel de María; Animal enjaulado, donde interpretó a una abogada; y Silverlake Video: The Movie, donde no solo interpretó el provocador papel de Vikki, sino que también produjo la película. A partir del 2011, Patricia ha aparecido en las siguientes tres películas: Detachment, donde interpretó a la Sra. Estrada; Tamale Lesson (video corto), interpretando a Blanca, y su papel más importante hasta la fecha, en la película de 2013 The Big Wedding, donde interpreta a Madonna Soto, la madre biológica colombiana de Alejandro Griffin (estelarizado por Ben Barnes).

### En la Televisión
Rae ha aparecido en la pantalla chica en varias series de televisión exitosas, incluidas Miami Vice, Chuck, The Mentalist, Third Watch, The Closer, Law & Order, Law & Order: Criminal Intent, Life y Heartland. Su primer papel recurrente en la televisión fue en Chuck, interpretando a Bolonia Grimes, la madre de Morgan Grimes y la novia de Big Mike. También tuvo papeles recurrentes en The Chicago Code y en New York News, protagonizada por Mary Tyler Moore, pero el programa fue cancelado antes de que ella regresara al programa. Rae tuvo un papel recurrente en la comedia de CBS New York News e hizo breves apariciones en los siguientes programas de televisión; Law & Order: Special Victims Unit, Alias, Malcolm in the Middle y Zeke and Lutherand, donde interpretó a una instructora de tango con su propia escuela (Ms. Cordova's School of Dance).

### En el Teatro
Los créditos teatrales de Rae incluyen el espectáculo de una sola mujer Under Construction, que fue un espectáculo de una sola mujer, que Rae escribió, basado libremente en su infancia. The Making of Patricia Rae, que se estrenó en el Stella Adler Conservatory de 'Nueva York', Zoraida, Mickey & Roger, Late One Sunday Night, Latin Lives, Faade, ' ¿Usa un tigre una corbata? y La gaviota. Patricia es miembro de Elephant Theatre Company en Los Ángeles, donde ganó un premio BackStage West Garland en 2008 a la mejor actuación de conjunto en "In Arabia we'd all Be Kings" producido en The Elephant Theatre.

## Vida personal
Patricia actualmente reside en Los Ángeles, tiene una hija llamada Sage, que estudia edición y es profesora acreditada de Power Flow Yoga en Studio City, California..

## Filmografía
| año  | Título                      | Rol                   | Notas                         |
| ---- | --------------------------- | --------------------- | ----------------------------- |
| 2002 | Swimfan                     | Enfermera de Jake     |                               |
| 2002 | Nightstalker                | madre del adolescente |                               |
| 2003 | María, llena eres de gracia | Carla                 | Primer papel de habla hispana |
| 2004 | Cut Off                     | Val                   |                               |
| 2006 | Midnight Clear              | Samantha              |                               |
| 2007 | Driftwood                   | Carla Alvarez         |                               |
| 2007 | Crazy                       | Patty                 |                               |
| 2008 | Chasing the Green           | Mona Beads            |                               |
| 2008 | Heaven's Messenger          | Shelly                |                               |
| 2009 | Dozers                      | Maria                 |                               |
| 2010 | Las Angeles                 | Linda                 |                               |
| 2010 | American Flyer              | Maria                 |                               |
| 2010 | Silverlake Video: The Movie | Vikki                 |                               |
| 2010 | Caged Animal                | Lawyer                |                               |
| 2011 | Detachment                  | Sra. Estrada          |                               |
| 2011 | Tamale Lesson               | Blanca                |                               |
| 2013 | The Big Wedding             | Madonna Soto          |                               |
| 2015 | Bloodsucking Bastards       | Sofia                 |                               |
| 2017 | Big Bear                    | Camarera              |                               |

## Artículos y entrevistas
- Topically Yours - Latin actress Patricia Rae
- Variety - Patricia Rae to guest star on 'Chuck'
- Variety - Robin Williams invited to 'Big Wedding'
- Latinola - Patricia Rae Joins Cast of Movie Comedy "The Big Wedding Archivado el 3 de marzo de 2016 en Wayback Machine.
- Latinheat - Patricia Rae Joins the cast of Feature Comedy "The Big Wedding"
- Maria Full Of Grace - Website
- Latinola - A Graceful Role  Archivado el 4 de marzo de 2016 en Wayback Machine.
- Extra 'Illinois newspapers' - Patricia Rae Considers Career a Blessing